# Forchtenberg
Forchtenberg är en stad i Hohenlohekreis i regionen Heilbronn-Franken i Regierungsbezirk Stuttgart i förbundslandet Baden-Württemberg i Tyskland. Folkmängden uppgår till cirka 5 300 invånare, på en yta av 38 kvadratkilometer.
Staden ingår i kommunalförbundet Mittleres Kochertal tillsammans med staden Niedernhall och kommunen Weißbach.